# 金田朋子のミニミニミクロ電子幼稚園
金田朋子のミニミニミクロ電子幼稚園（かねだともこのミニミニミクロでんしようちえん）は、文化放送インターネットラジオ（BBQR）で放送されていたインターネットラジオ、及び文化放送で放送されていたラジオ番組である。
パーソナリティーは声優の金田朋子（朋ちゃん、朋先生）。アシスタントとして フリーアナウンサーの今野要子（こんちん）が出演（2002年6月25日配信分より）。
挨拶は「みにゅみにゅぴょん」。番組を幼稚園に見立て、金田朋子を園長兼担任、こんちんを副担任とし、リスナーを園児と呼んでいる。
新人声優の一人喋りの登竜門である、「ラジオどっとあい」からスタートし、インターネットラジオに移行。現在は箱番や空いている枠に「間借り」させてもらう「流浪の番組」として放送中。

## 概要
放送期間
- 2001年7月6日 - 2001年10月5日（全14回。毎週金曜日ラジオどっとあい8代目「金田朋子のミニミニミクロ幼稚園」）
- 2002年6月11日 - 2004年2月3日（全44回。隔週火曜日、インターネットラジオ）
- 2004年6月1日 - 2007年12月25日（全94回。隔週火曜日、インターネットラジオ）
- 2008年2月2日 - 2008年5月3日（全14回。毎週土曜日 21:00 - 23:00アニスパ内での箱番組)
- 2008年7月1日 - 2008年9月23日（全13回。文化放送、毎週火曜日25:00 - 25:30枠）[1]

関連番組
- 『金田朋子のミニミニミクロに毛が生えた?!』（終了。AT-X）

毎週日曜22:30 - 、毎週金曜26:30 - 、毎週土曜25:30 -  (2007年4月 - 2008年1月)
毎週日曜7:30 - 、毎週金曜26:30 - 、毎週土曜14:00 -  (2005年4月 - 2007年3月)
毎週日曜7:30 - 、毎週金曜26:30 -  (2004年6月 - 2005年3月)
- 『金田朋子のミニミニミクロ校内放送』（終了。文化放送の携帯電話用サイト「モバイル文化放送」内。Podcast QRで第43回までバックナンバーを公開。）

## コーナー
各期共通
- ミニミニミクロ幼稚園園歌 / ミニミニミクロ電子幼稚園園歌

「元気に挨拶ミニミニミクロ」から始まる園歌で、金田朋子が可愛らしく歌い上げる。たまにリスナーから募集した替え歌を歌う。
どっとあい第4回で歌詞が決定された。電子幼稚園以降は基本的に毎回行われるが、アニスパ内の箱番組の際は時間の関係上初回のみ歌った。
- ふつおたのコーナー

園児から送られてきたハガキを元に、朋先生がトークや告知をする。
どっとあい / 電子幼稚園第1期
- ミニミニミクロチェック / ミニミニミクロ電子チェック

近況報告やメールを読むコーナー。
- 朋先生のミニミニミクロ授業 / 朋先生のミニミニミクロ電子授業

各科目ごとにミニミニミクロ（電子）な役立つ授業を一時限ずつ実施。授業内容は多岐に渡る。
- 今日のお菓子マメマメ知識

おやつを食べながら豆知識を紹介する。電子幼稚園第1期ではコーナー名はないが、エンディングにお菓子を食べるコーナーがある。
電子幼稚園第2期
- 教えて! 朋先生

朋先生演じる様々なミニミニミクロ電子幼稚園担任に、園児が不思議に思ったこと質問をする。朋先生の答えは大体見当はずれである。
- ミニミニミクロ掲示板

伝えたいメッセージを募集し、朋先生の口から伝える。
- 決定! 朋先生のミニミニミクロサンダイン

「三大○○」をお題に朋先生が可愛らしく話をする。（例えば、三大どんぶり等）
- ミニミニミクロ探検隊

スタジオではなく、外での収録。その回はミニミニミクロ探検隊のみの放送となる。朋先生が奥多摩やAT-X等に出かけ、そこで活躍をレポートする。
電子幼稚園第4期
- DJカネコのA&Gカネコプッシュ

DJカネコがA&Gの楽曲の中から独断と偏見でおすすめの曲を紹介する。きちんと曲紹介ができず、後からフォローを入れる事も多い。
- ミニミニミクロ教育実習

新しい先生を探すべく、教育実習の名の下に、いろんな先生を登場させる。新しく挑戦してほしいものまねや薀蓄を募集し、紹介する。
- 朋子の部屋

朋先生がゲストとトークを行い、声優界の黒柳徹子を目指す。朋先生は「金柳朋子」に扮するが自分の名前をことごとく言い間違える。

## 担任
番組内では、ミニミニミクロ幼稚園担任として様々なキャラクターが登場する。
全て金田朋子が演じる。
朋先生
キャラクターは金田朋子そのものである。
デビル
意地悪で可愛らしい担任。
エンジェル
天使のように優しい担任。声が高い。
織金田（おかねだ）朋子先生
「お金」と「金田」を掛けあわせたため、お金に詳しい担任。テンションが高い。一人称は「わたくし」。
タナカ　クニエ先生
金田朋子が、『北の国から』に出演している田中邦衛のものまねが出来ることから生まれた。常に声が震えている。『北の国から』に関連したネタを言う。
瀬川B子先生
金田朋子が、演歌歌手の瀬川瑛子のものまねが出来ることから生まれた。朋先生の中では瀬川瑛子は常に笑っているイメージがあるらしく、瀬川B子も質問に答えながらよく笑う。
ムツゴロウ先生
その名の通り、「ムツゴロウ先生」こと畑正憲のものまね。動物のぬいぐるみを抱きつつ「おー、よしよし」と言いながらコメントする。
DJカネコ
ラジオのDJのような先生。英語が得意。
村田和正先生
金田朋子が、俳優田村正和のものまねが出来ることから生まれた。
二郎先生
坂上二郎のそっくりさん。失敗しても笑ってごまかす。
デビル夫人
デヴィ夫人が元ネタ。デビルの親戚として登場した。
純次先生
高田純次のように適当な先生。最初は契約社員として登場した。
美輪先生
いろんなものが見える先生。織金田先生の親戚として登場した。
トーマス先生
外国の名前が欲しくて生まれた先生。「はぁ〜い、トーマスだよぉ」が挨拶で、きかんしゃトーマスのような動きをする。一人称は「僕」。
田中真紀子先生
その名のとおり田中真紀子のものまね。千の風になってから生まれた先生で、織金田先生がライバル視している。そっくりさんなので政治のことには答えられない。

## ゲスト
- 電子幼稚園第1期
  - 2002年9月3日 浅川悠、松岡由貴
- 電子幼稚園第2期
  - 2004年8月6日 櫻井孝宏（当時のスポンサーであり、番組名の「電子」の部分の由来でもある早稲田電子専門学校での公録）
  - 2004年11月3日 森田成一（文化放送の日での、九段会館での公録）
- 電子幼稚園第4期
  - 2008年7月22日（第4回） 喜多村英梨
  - 2008年8月5日（第6回） 後藤邑子
  - 2008年8月12日（第7回） 片岡あづさ
  - 2008年8月26日（第9回） 松来未祐
  - 2008年9月2日（第10回） LARRY、MONICA（The World of GOLDEN EGGSボイスキャスト）
  - 2008年9月23日（第13回）ゲッターズ飯田

| 超!A&G+ 水曜20:00 - 20:30枠                           | 超!A&G+ 水曜20:00 - 20:30枠                                    | 超!A&G+ 水曜20:00 - 20:30枠                         |
| 前番組                                                | 番組名                                                         | 次番組                                              |
| ----------------------------------------------------- | -------------------------------------------------------------- | --------------------------------------------------- |
| 超!A&G+開局前                                         | 金田朋子のミニミニミクロ電子幼稚園 （2007年9月5日 - 12月26日） | 金田朋子・保村真のエアラジオ                        |
| 文化放送 火曜25:00 - 25:30枠                          |                                                                |                                                     |
| 懸賞伝説 GIRLS PARTY （非アニラジ番組）               | 金田朋子のミニミニミクロ電子幼稚園                             | 藤岡藤巻の一フジ二フジ三オヤジ （放送日・時間移動） |
| アニメシアターX 日曜22:30 - 23:00枠                   |                                                                |                                                     |
| エア・ギア                                            | 金田朋子のミニミニミクロに毛が生えた?!                         | 金田朋子・保村真の エアラジオに毛が生えた?!         |
| 日曜7:30 - 8:00枠（2004年6月 - 2007年3月）            |                                                                |                                                     |
| やっぱりアニメが好き。 ラジオに毛が生えた?!アンコール | 金田朋子のミニミニクロに毛がえた?!                             | Gift～eternal rainbow～                             |